# Gospodarstvo Mađarske
Gospodarstvo Mađarske brzo se i bez težih potresa uključilo u svjetsko gospodarstvo. Mađarska je bila prva nekadašnja socijalistička država koja se već 1988. godine opredijelila za tržišno gospodarstvo, no znatan dio ključnih gospodarskih grana, kao i dio uslužnih djelatnosti je trenutačno u vlasništvu države.

## Poljoprivreda
Mađarska ima 4,97 milijuna hektara njiva, 1,15 milijuna hektara travnjaka i pašnjaka, te 225.000 hektara vinograda i voćnjaka. Poljodjelstvo je najznačajnija grana poljoprivrede, pa su glavni proizvodi kukuruz, pšenica, ječam, raž, zob i krumpir. Od industrijskog bilja najvažnija je šećerna repa, a manje uljarice i duhan. Također je važna i proizvodnja povrća. Glavne stočarske grane su svinjogojstvo, peradarstvo, ali i govedarstvo i ovčarstvo.

## Rudarstvoi energetika
Od ruda je najvažniji boksit u Bakonjskoj šumi. U Mađarskoj postoje i značajne zalihe fosilnih goriva (lignit, mrki ugljen, kameni ugljen).
Nafta se crpi u županiji Zali u okolici Szegeda, dok su glavna nalazišta zemnoga plina u srednjem i istočnom dijelu Alfölda i u županiji Zali.

## Industrija
Mađarska je poslije Drugog svjetskog rata doživjela brzu industralizaciju po sovjetskom uzoru, prije svega usmjerena na crnu metalurgiju. Ona se zasnivala na domaćoj željeznoj rudi i crnom ugljenu. 
 Za domaće tržište, između ostalih, bitne su elektrotehnička, tekstilna, metalna, kožarska, cementna, duhanska, staklarska, keramička industrija, te industrija namještaja i obuće.

## Turizam
Nakon pada željezne zavjese Mađarska je postala zanimljiva zapadnim turistima. Glavna turistička područja su Budimpešta i Blatno jezero. Turistima su i privlačna lječilišta na termalnim izvorima, ali i nacionalni park Hortobágy.

## Vanjske poveznice
- https://web.archive.org/web/20090825211009/http://english.mnb.hu/Engine.aspx - Mađarska središnja banka
- http://www.kormany.hu/hu/nemzetgazdasagi-miniszterium  Arhivirana inačica izvorne stranice od 21. studenoga 2015. (Wayback Machine) - Ministarstvo nacionalne privrede Mađarske